# Bikar karla 2022
La Bikar karla 2022, nota anche come Mjólkurbikarinn per motivi di sponsorizzazione, è stata la 63ª edizione del torneo. Iniziata l'8 aprile 2022 con le prime partite dei turni di eliminazione, si è conclcusa il 1º ottobre seguente con la finale. Il Víkingur ha vinto il torneo per la quarta volta nella sua storia.

## Primo turno
Il sorteggio del primo e del secondo turno è stato effettuato il 10 febbraio 2022.
| Squadra 1              | Risultato       | Squadra 2         |
| ---------------------- | --------------- | ----------------- |
| 8 aprile 2022          |                 |                   |
| Reynir Sandgerði       | 6 - 1           | Arbaer            |
| Grótta                 | 8 - 0           | KH Reykjavík      |
| Boltafelag Nordfjardar | 0 - 2           | Einherji          |
| KFK Kopavogur          | 0 - 1           | Þróttur           |
| Afturelding            | 5 - 0           | Ýmir              |
| Elliði                 | 0 - 6           | Grindavík         |
| Haukar                 | 4 - 1           | Léttir            |
| KFB                    | 0 - 15          | Ægir              |
| KFG                    | 4 - 2 (dts)     | Augnablik         |
| Vængir Júpíters        | 7 - 0           | Álafoss           |
| RB                     | 10 - 4          | Gullfálkinn       |
| 9 aprile 2022          |                 |                   |
| Hamrarnir              | 3 - 6 (dts)     | Samherjar         |
| Kári                   | 3 - 0           | Árborg            |
| Kórdrengir             | 8 - 1           | ÍH                |
| Hörður Í.              | 1 - 5           | Álftanes          |
| Kormákur               | 0 - 3           | Dalvík/Reynir     |
| Berserkir / Midas      | 0 - 6           | Víkingur Ólafsvík |
| GG                     | 1 - 4           | KV                |
| Ísbjörninn             | 1 - 9           | Selfoss           |
| Kría                   | 5 - 8           | Uppsveitir        |
| Sindri Hofn            | 6 - 0           | Spyrnir           |
| Víðir Garði            | 6 - 0           | SR                |
| 10 aprile 2022         |                 |                   |
| Afríka                 | 0 - 5           | Ulfarnir          |
| Smári                  | 2 - 4           | KFS               |
| Þróttur Vogum          | 0 - 1           | ÍR Reykjavík      |
| Stokkseyri             | 0 - 11          | Hvíti riddarinn   |
| Hafnir                 | 0 - 1           | KM                |
| KÁ Ásvellir            | 4 - 0           | KB                |
| 11 aprile 2022         |                 |                   |
| Hamar                  | 1 - 0           | KFR               |
| 13 aprile 2022         |                 |                   |
| Njarðvík               | 1 - 1 (5-4 dtr) | Fjölnir           |
| Reynir Hellissandur    | 5 - 1           | Skallagrímur      |
| 14 aprile 2022         |                 |                   |
| Tindastóll             | 0 - 4           | KF Fjallabyggðar  |

## Secondo turno
| Squadra 1           | Risultato   | Squadra 2           |
| ------------------- | ----------- | ------------------- |
| 21 aprile 2022      |             |                     |
| Ægir                | 1 - 0       | KFS                 |
| Fylkir              | 5 - 0       | Ulfarnir            |
| Höttur              | 3 - 2       | Einherji            |
| Uppsveitir          | 0 - 4 (dts) | Reynir Sandgerði    |
| Kórdrengir          | 5 - 0       | Álftanes            |
| KF Fjallabyggðar    | 0 - 2 (dts) | Magni               |
| Reynir Hellissandur | 0 - 16      | ÍR Reykjavík        |
| 22 aprile 2022      |             |                     |
| Njarðvík            | 5 - 2       | KFG                 |
| Afturelding         | 3 - 1       | Vængir Júpíters     |
| Grótta              | 12 - 0      | KM                  |
| Þór                 | 7 - 0       | Samherjar           |
| 23 aprile 2022      |             |                     |
| Hamar               | 0 - 2       | Selfoss             |
| KÁ Ásvellir         | 0 - 5       | Haukar              |
| KV                  | 2 - 3       | Grindavík           |
| Sindri Hofn         | 2 - 0       | Fjardabyggd/Leiknir |
| Þróttur             | 0 - 3       | HK Kópavogur        |
| Völsungur           | 2 - 5       | Dalvík/Reynir       |
| Vestri              | 2 - 0       | Víðir Garði         |
| Kári                | 2 - 1       | Víkingur Ólafsvík   |
| 25 aprile 2022      |             |                     |
| Hvíti riddarinn     | 6 - 0       | RB                  |

## Terzo turno
Il sorteggio è stato effettuato il 28 aprile 2022.
| Squadra 1        | Risultato       | Squadra 2        |
| ---------------- | --------------- | ---------------- |
| 24 maggio 2022   |                 |                  |
| Höttur           | 1 - 3           | Ægir             |
| Selfoss          | 1 - 1 (5-3 dtr) | Magni            |
| Sindri Hofn      | 3 - 5           | ÍA Akraness      |
| Vestri           | 2 - 3 (dts)     | Afturelding      |
| Grindavík        | 1 - 2           | ÍR Reykjavík     |
| Hvíti riddarinn  | 0 - 2           | Kórdrengir       |
| HK Kópavogur     | 3 - 1           | Grótta           |
| Dalvík/Reynir    | 2 - 0           | Þór              |
| 25 maggio 2022   |                 |                  |
| Fylkir           | 2 - 1           | ÍBV Vestmannæyja |
| FH Hafnarfjörður | 3 - 0           | Kári             |
| Keflavík         | 1 - 4           | Njarðvík         |
| Stjarnan         | 0 - 3           | KR Reykjavík     |
| 26 maggio 2022   |                 |                  |
| Fram Reykjavík   | 3 - 2 (dts)     | Leiknir          |
| KA Akureyri      | 4 - 1           | Reynir Sandgerði |
| Haukar           | 0 - 7           | Víkingur         |
| Breiðablik       | 6 - 2           | Valur            |

## Ottavi di finale
Il sorteggio è stato effettuato il 30 maggio 2022.
| Squadra 1        | Risultato   | Squadra 2      |
| ---------------- | ----------- | -------------- |
| 26 giugno 2022   |             |                |
| HK Kópavogur     | 6 - 0       | Dalvík/Reynir  |
| KA Akureyri      | 4 - 1       | Fram Reykjavík |
| Ægir             | 1 - 0       | Fylkir         |
| FH Hafnarfjörður | 6 - 1       | ÍR Reykjavík   |
| Njarðvík         | 0 - 1       | KR Reykjavík   |
| 27 giugno 2022   |             |                |
| Kórdrengir       | 2 - 1 (dts) | Afturelding    |
| ÍA Akraness      | 2 - 3       | Breiðablik     |
| 28 giugno 2022   |             |                |
| Selfoss          | 0 - 6       | Víkingur       |

## Quarti di finale
Il sorteggio è stato effettuato il 30 giugno 2022.
| Squadra 1      | Risultato | Squadra 2        |
| -------------- | --------- | ---------------- |
| 10 agosto 2022 |           |                  |
| KA Akureyri    | 3 - 0     | Ægir             |
| 11 agosto 2022 |           |                  |
| Kórdrengir     | 2 - 4     | FH Hafnarfjörður |
| 18 agosto 2022 |           |                  |
| Víkingur       | 5 - 3     | KR Reykjavík     |
| 19 agosto 2022 |           |                  |
| HK Kópavogur   | 0 - 1     | Breiðablik       |

## Semifinali
| Squadra 1         | Risultato | Squadra 2   |
| ----------------- | --------- | ----------- |
| 31 agosto 2022    |           |             |
| Breiðablik        | 0 - 3     | Víkingur    |
| 1º settembre 2022 |           |             |
| FH Hafnarfjörður  | 2 - 1     | KA Akureyri |

## Finale
| Arbitro: | Kristjánsson |

|                                   |           |                            |
| Heiðarsson 28’ Jónsson 90’ (aut.) | Marcatori | 26’ Punyed 89’, 91’ Hansen |